# Östra Örträsk
Östra Örträsk is een plaats in de gemeente Lycksele in het landschap Lapland en de provincie Västerbottens län in Zweden. De plaats heeft 129 inwoners (2005) en een oppervlakte van 103 hectare. De plaats ligt aan de oostoever van het meer Örträsksjön. De plaats wordt op een paar kleine stukken landbouwgrond na, die direct aan dit meer grenzen omringd door bossen.